# 그러먼 A-6 인트루더
그러먼 A-6 인트루더(영어: Grumman A-6 Intruder)는 미국의 항공기 제조회사 그러먼에서 제작한 전천후 쌍발 제트엔진 공격기다. 피스턴 엔진의 더글러스 A-1 스카이레이더의 대체하기 위해 개발되어 1967년부터 1997년까지 미 해군, 미 해병대에서 운용했다. A-6E에 이르러서 랜턴포드를 장착한 F-14에게 공격임무를 넘겨주게 되어 퇴역하게 되었고, 전자전기로서 
EA-6B 프라우러는 2012년을 마지막으로 퇴역 했다.

## 디자인 및 개발 과정
한국 전쟁에서 프로펠러기인 AD-6/7 스카이레이더가 좋은 모습을 보여준 이후 미 해군은 1955년에 전천후 함재 공격기에 대한 예비 요구서를 발행한다. 1956년 10월에 미 해군은 운용 요구 문서를 발행한다. 1957년 2월에는 입찰요구서를 발행한다. 벨, 보잉, 록히드, 그러먼, 더글러스, 마틴, 노스아메리칸 그리고 보우트가 제안서를 제출했다. 제안서를 다 살펴본 뒤 미국 해군은 1958년 1월 2일 그러먼의 제안서를 선택했다고 발표했다. 1960년 4월 19일 시제기인 YA2F-1이 인트루더의 첫 비행이었다. A-6의 디자인 팀을 로렌스 미드 주니어가 이끌었는데, 로렌스는 나중에 그러먼 F-14 톰캣과 달착륙선 디자인에서 주도적인 역할을 했다.
원래 제트 노즐은 이착륙 거리를 줄이기 위해 아래쪽으로 회전하도록 설계했다. 이 특징은 처음에 프로토타입 비행기에서 포함되었으나, 비행 테스트 기간 동안 설계에서 빠지게 되었다. 조종석은 특이한 이중창을 사용하였고 조종사는 왼쪽에 항해사는 오른쪽에 나란히 앉게 배치되었다. 조종, 폭격, 운항의 임무를 두명이 나누어 맡음으로서 보다 정확하고 안정된 임무를 수행하게 하였다. 전방 지형의 종합 영상을 제공하는 독특한 CRT 화면과 더불어 독립된 책무를 담당하는 추가적인 승무원 덕분에 어떤 기상 상황에서라도 저고도 공격이 가능했다.
A-6의 날개는 다량의 폭탄을 탑재하면 아음속으로 제한되는 맥도넬 더글러스 F-4 팬텀과 같은 초음속 전투기에 비교하면 아음속에서 무척이나 효율적이었다. 이 날개는 또한 상당히 많은 폭탄을 탑재하고도 좋은 기동성을 발휘하게 설계되었다. 인트루더 날개와 매우 유사한 날개가 나중에 그루먼 초음속 가변익기 F-14에 장착되고 착륙바퀴도 같은 것을 쓰게 된다. 인트루더는 또한 '디셀레론'을 장착했는데, 이것은 날개에 있는 에어 브레이크의 일종으로 서로 다른 방향으로 열리는 두 개의 패널로 되어 있는데, 하나의 패널이 올라가면 다른 패널은 내려간다.
인트루더가 만들어진 당시에 인트루더는 놀랄만큼 복잡하고 높은 수준으로 통합된 항공 전자기기(전자시스템)를 가졌다. 이런 점은 장비 오작동을 판별하고 분별해내기 위해 대단한 수준은 유지보수를 요구하기에 이르렀다. 이런 이유로 인트루더는 항공기를 위해 개발된 가장 최신의 컴퓨터 기반의 분석 장비인 자동 진단 시스템을 장착했다. 이것은 ‘기본 자동 점검 장치’(Basic Automated Checkout Equipment) 또는 ‘BACE’라고 알려져 있다. 그 시스템은 2가지가 있는데 ‘라인 베이스’(Line BACE)는 격납고나 비행 대기선에서 특정 시스템의 오작동을 판별하기 위한 것이고, ‘숍 베이스’(Shop BACE)는 정비공장에서 개별적인 시스템의 오작동을 시험하고 분석하는 것이다. 이 장치들은 리턴 인더스트리에서 만들어진 것이다. 베이스 시스템 덕분에 전투기 운용에 필요한 비용과 노력의 주요 지표인 비행 시간 대비 정비인시(整備人時)가 현격하게 줄어들었다.
인트루더는 핵폭탄을 탑재하고 발사할 수 있어서 해군 조종사들은 정기적으로 핵공격 임무를 부여받도록 일정이 잡혔다. A-6가 저고도 공격기여서 핵폭탄을 발사하는 특별한 수단이 필요에 따라 개발된 것이다.

## 운용 역사

### 도입과 베트남전 참전
인트루더는 1962년 가을에 미국 국방부로부터 'A-6A'라는 새롭게 표준화된 제식 모델명을 부여받았고, 1963년 2월에 비행중대 운용을 시작했다.

## 같이 보기
- 쉬페르 에탕다르
- 수호이 Su-17